# فاي توماس
فاي توماس (بالإنجليزية: Fay Thomas)‏ هو لاعب كرة قدم أمريكية أمريكي، ولد في 10 أكتوبر 1903 في هوليرود في الولايات المتحدة، وتوفي في 12 أغسطس 1990 في Chatsworth, Los Angeles ‏ في الولايات المتحدة.

## وصلات خارجية
- فاي توماس على موقعبيزبول رفرنس.كوم (الدوري الرئيسي) (الإنجليزية)
- فاي توماس على موقعبيزبول رفرنس.كوم (الدوري الثانوي) (الإنجليزية)